# Varró Erzsébet
Varró Erzsébet, Mészárosné (1965. április 3. –) válogatott labdarúgó, középpályás.

## Pályafutása

### A válogatottban
1994-ben három alkalommal szerepelt a válogatottban.

## Statisztika

### Mérkőzései a válogatottban
| Magyarország | Magyarország      | Magyarország | Magyarország | Magyarország | Magyarország  | Magyarország | Magyarország | Magyarország |
| #            | Dátum             | Helyszín     | Hazai        | Eredmény     | Vendég        | Kiírás       | Gólok        | Esemény      |
| ------------ | ----------------- | ------------ | ------------ | ------------ | ------------- | ------------ | ------------ | ------------ |
| 1.           | 1994. április 29. | Tiszakécske  | Magyarország | 1 – 0        | Lengyelország | barátságos   | -            | 70'          |
| 2.           | 1994. május 1.    | Kartal       | Magyarország | 2 – 2        | Lengyelország | barátságos   | -            | 70'          |
| 3.           | 1994. május 22.   | Arad         | Románia      | 1 – 1        | Magyarország  | barátságos   | -            | 82'          |
|              | Összesen          |              |              | 3            | mérkőzés      |              | 0            | gól          |